# Chemioprofilaktyka zakażeń meningokokowych
Chemioprofilaktyka zakażeń meningokokowych – sposób postępowania z osobą, która miała kontakt z osobą chorą na zakażenie meningokokowe, w celu zmniejszenia ryzyka zachorowania lub przeniesienia zakażenia na inne osoby.
Za kontakt z osobą chorą uważa się kontakt ścisły (przebywanie w tym samym pomieszczeniu powyżej 4 godzin dziennie) lub kontakt bardzo bliski (całowanie, spożywanie posiłków z tych samych naczyń lub używanie tych samych sztućców lub szczoteczki do zębów). Nie stosuje się chemioprofilaktyki wśród personelu medycznego, który miał kontakt z chorym, o ile nie doszło do bardzo bliskiego kontaktu (prowadzenie oddechu usta-usta, odsysanie). 
Chemioprofilaktykę przeprowadza się u wszystkich osób z kontaktu, które miały styczność z pacjentem chorym na sepsę lub meningokokowe zapalenie opon mózgowo-rdzeniowych do 7 dni przed zachorowaniem. Za przeprowadzenie chemioprofilaktyki  wśród osób z bardzo bliskiego kontaktu odpowiada zespół lekarski, który przyjął pacjenta do szpitala. Lekarz podstawowej opieki zdrowotnej (lekarz rodzinny) przeprowadza profilaktykę wśród pozostałych pacjentów. Decyzję o chemioprofilaktyce wśród osób z kontaktu w szkole lub przedszkolu podejmuje Powiatowa Stacja SANEPID-u.
Zasady chemioprofilaktyki wśród dzieci:
- ryfampicyna (do 1. miesiąca życia) w dawce 5 mg/kg masy ciała co 12 godzin przez 2 dni (4 dawki)
- ryfampicyna (od 2. miesiąca życia) w dawce 10 mg/kg masy ciała co 12 godzin przez 2 dni (4 dawki)
- ceftriakson jednorazowo, podany domięśniowo w dawce 125 mg (dzieci poniżej 15. rż) lub 250 mg (powyżej 15. rż)

Zasady chemioprofilaktyki wśród dorosłych:
- cyprofloksacyna w jednorazowej dawce doustnej (500 mg)
- ryfampicyna w dawce 600 mg podawana co 12 godzin (4 dawki)